# Dwarsgestreept spierweefsel
Dwarsgestreept spierweefsel, skeletspierweefsel of textus muscularis striatus bestaat uit spiervezels, die worden gevormd uit myofibrillen. Elke spiervezel is ontstaan door versmelting van vele spiercellen (syn-cytium, Grieks voor samen-cellen). Een spiervezel bevat dan ook veel celkernen. Met een microscoop is bij deze spiervezels een dwarse streping te zien. Veel dwarsgestreepte spieren zitten vast aan delen van het skelet: de skeletspieren. Sommige dwarsgestreepte spieren zitten met een of beide uiteinden vast aan de huid: de huidspieren. Voorbeelden van huidspieren zijn de gelaatsspieren die de gelaatsuitdrukkingen coördineren, en de spieren in de tong.

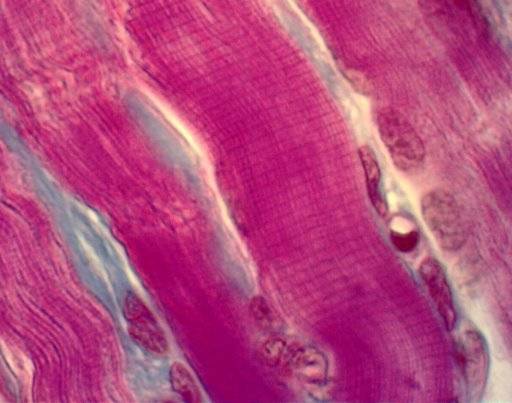
Dwarsgestreept spierweefsel in de tong van een konijn. Masson's trichrome, apochromaat 40x

## Werking
Op microscopisch niveau bestaat een dwarsgestreepte spier uit dikke (zware) en dunne (lichte) filamenten,  'staafjes' die in elkaar geschoven moeten worden om de spier korter te maken en dus aan te spannen. Aan de zware filamenten zitten uitsteeksels, de myosine-koppen. In rustpositie zijn deze gekoppeld aan ATP. Als de spier gaat samentrekken, wordt ATP gehydrolyseerd/ontleed tot ADP en anorganisch fosfaat. Door de energie die hierbij vrijkomt bindt de myosinekop zich aan een bindingplaats op de lichte filamenten: de actinefilamenten. ADP en de fosfaatgroep worden daar losgelaten, zodat de myosinekop weer naar zijn rustpositie gaat. Hierdoor schuiven de lichte en zware filamenten in elkaar, wordt de spier korter en spant dus aan.

## De rol van calcium
Bij een spier in rust zijn de myosine-bindingsplaatsen op de lichte filamenten bedekt door een draad van tropomyosine. Op deze draad zitten weer bindingsplaatsen voor calcium, de zogeheten troponine-complexen. Als een spier wil samentrekken, moeten de bindingsplaatsen voor de myosinekoppen vrij komen te liggen.
Een spier trekt samen onder invloed van een motorische zenuwcel. Een motorische zenuwcel of 'motorisch neuron' laat acetylcholine los in de synaptische spleet, tussen het neuron en de spiercel. Dit veroorzaakt een actiepotentiaal, die door de T-tubuli van de spiercel naar binnen gaat. T-tibuli zijn instulpingen van het sarcolemma tot centraal in de spiervezel, om snelle transmissie van het actiepotentiaal mogelijk te maken. Het actiepotentiaal stimuleert de afgifte van calcium door het sarcoplasmatisch reticulum. De calciumionen binden aan de troponine-complexen op de tropomyosine-draden, waardoor deze draden van de myosine-bindingsplaatsen verschuiven. De myosinekoppen kunnen nu binden, waardoor spiercontractie (samentrekking) mogelijk wordt. Na de contractie, als er geen actiepotentiaal meer is, gaan de calciumionen terug naar het sarcoplasmatisch reticulum, dat de ionen bewaart tot het volgende actiepotentiaal. De tropomyosinedraden gaan, door het tekort aan calcium, weer over de myosine-bindingsplaatsen liggen.